# Бутаково (Казахстан)
Бута́ково (каз. Бутаково) — село у складі Ріддерської міської адміністрації Східноказахстанської області Казахстану.
Населення — 269 осіб (2009; 335 у 1999, 367 у 1989).
Національний склад станом на 1989 рік:
- росіяни — 100 %